# Danny Kirwan
Daniel David Kirwan (Brixton; 13 de mayo de 1950 - Londres; 8 de junio de 2018) fue un músico y compositor inglés, conocido mundialmente por haber sido vocalista y guitarrista de la banda de blues rock y rock Fleetwood Mac, entre los años 1968 y 1972. Luego de la salida de la banda londinense, inició su carrera en solitario y también participó como músico invitado en algunos discos de otros artistas musicales. 
Lamentablemente, a mediados de la década de los setenta se le diagnosticó una severa enfermedad mental, que lo alejó de la escena musical hasta su muerte. Por otro lado, en 1998 ingresó en el Salón de la Fama del Rock and Roll como miembro de Fleetwood Mac. Falleció el 8 de junio de 2018 en Londres, cuya información fue dada por el baterista Mick Fleetwood en la página oficial de la banda en Facebook, sin mayores antecedentes.

## Historia

### Inicios
Danny Kirwan nació en Westminster en el Reino Unido, en 1950. Danny comenzó a aprender guitarra en 1965 y progresó rápidamente.
En 1967, con tan solo 17 años, fundó el power trio Boilerhouse junto con Trevor Stevens en el bajo y con Dave Terrey en la batería. En ese mismo año fueron descubiertos por Peter Green, guitarrista y fundador de Fleetwood Mac, que atraído por su puesta en escena los invitó a abrir los conciertos de la banda londinense durante algún tiempo.
Green estaba interesado en ellos para iniciar una posible carrera profesional, pero Stevens y Terrey no estaban preparados para ello y se retiraron de la banda. Green publicó un anuncio en la revista Melody Maker para encontrar algunos músicos de sesión para Kirwan, sin embargo, y a pesar de llegar más de 300 aspirantes, a Green no lo convenció ninguno de ellos. A pesar de aquello, el baterista Mick Fleetwood le recomendó a Green que lo uniera a Fleetwood Mac y colaborara en el sonido de los conciertos en vivo. Tanto Green como el bajista John McVie aceptaron, pero Jeremy Spencer no estaba muy convencido de su llegada a la agrupación. Finalmente, en agosto de 1968 se integró a la banda como el tercer guitarrista y dio su primer concierto con Fleetwood Mac el 14 del mismo mes, en el club Nag's Head Blue Horizon de Londres.

### Carrera y reconocimiento con Fleetwood Mac
La primera grabación con la banda fue el sencillo «Albatross», que según Green; «hubiese sido imposible sin Kirwan». En este mismo sencillo se incluyó como lado B la primera canción escrita por él, la instrumental «Jigsaw Puzzle Blues». En 1969 cumplió el rol de vocalista en siete de las catorce canciones que escribió para el álbum Then Play On, el primer LP grabado junto con la banda. Con aquellas composiciones recibió el apoyo de su amigo Peter Green, a tal punto que le dio la oportunidad de ser el guitarrista líder en el tema «Oh Well» y obtuvo una buena actuación en las grabaciones de «The Green Manalishi». Durante ese mismo tiempo escribió el sencillo «Dragonfly», que no obtuvo una buena recepción en las listas musicales pero sí la atención de Green, que posteriormente dijo: «Es la mejor cosa que escribió... Debería haber sido un verdadero éxito».
En 1970 y luego de la salida de Green, él y Jeremy Spencer asumieron la labor de compositores principales y lanzaron en septiembre el  disco Kiln House. Al año siguiente apareció en el mercado Future Games, en el que compartió con su amigo y nuevo integrante Bob Welch. En 1972 colaboró en su último disco junto a Fleetwood Mac, Bare Trees, donde escribió cinco de las diez canciones incluyendo la instrumental «Sunny Side of Heaven». Cabe señalar que durante las sesiones de grabación de este escribió el tema «Trinity», que no fue incluido y que vio la luz recién en 1992 en la caja recopilatoria 25 Years - The Chain.
Durante la gira Bare Trees Tour desarrolló una dependencia abusiva al alcohol, y en una de las presentaciones en los Estados Unidos no quiso subir al escenario y destruyó una de sus guitarras Gibson Les Paul. Luego que la banda como pudo terminó el concierto, él los criticó generando el enojo de Mick Fleetwood, que finalmente lo despidió.

### Carrera en solitario y años posteriores
Tras su salida del grupo inglés se alejó de la escena musical para rehabilitarse del consumo de alcohol. Recién en 1974 se reunió con Dave Walker —que fue cantante de Fleetwood Mac en el disco Penguin—, con el teclista Paul Raymond —posterior músico de la banda de heavy metal UFO—, con el bajista Andy Silvester y el baterista Mark Poole, y fundó la banda Hungry Fighter, que duró solo un tiempo.
Para fines del mismo año y junto con el exmánager de Fleetwood Mac, Clifford Davis, inició su carrera en solitario con la discográfica DJM Records. Debutó en 1975 con el disco Second Chapter, basado en el estilo musical de Paul McCartney, cuyas canciones eran similares a las que escribió en su anterior grupo y luego publicó Midnight in San Juan en 1977 y Hello There Big Boy! en 1979. Lamentablemente por su repentina enfermedad mental que le generaba algunos problemas al tocar la guitarra, todos sus trabajos no obtuvieron promoción alguna y provocó que no tuvieran éxito comercial.
Durante la década de los noventa, sus tres álbumes fueron remasterizados y lanzados en formato disco compacto solo en Japón. Posteriormente estos mismos han sido publicados en otros países como Alemania, Reino Unido y en los Estados Unidos, durante el primer decenio del nuevo milenio.

## Problemas de salud mental
Durante su carrera en solitario empezó a desarrollar una severa enfermedad mental que le impedía tocar bien la guitarra. Según Clifford Davis en el documental sobre Peter Green realizado por la BBC en 2009, confirmó que Kirwan y Green consumieron una potente cantidad de LSD en la ciudad de Múnich en 1970 y que desde ese momento comenzaron con serios problemas de salud que surgieron durante los posteriores años. A pesar de que no existe un diagnóstico público sobre dicha enfermedad, esta le impidió seguir en la industria musical.

## Discografía

### con Fleetwood Mac
- 1969: Then Play On
- 1970: Kiln House
- 1971: Future Games
- 1972: Bare Trees
- 1995: Live at the BBC (en vivo)

### como solista
- 1975: Second Chapter
- 1977: Midnight in San Juan
- 1979: Hello There Big Boy!
- 2000: Ram Jam City: Second Chapter Sessions